# Feng Guozhang
Feng Guozhang (ur. 7 stycznia 1859, zm. 12 grudnia 1919) – chiński polityk i wojskowy.
Urodził się w ubogiej rodzinie w Hejian w prowincji Hebei. Jego rodzice spieniężyli swój majątek, by zapewnić synom wykształcenie. Feng jako najmłodszy z czworga rodzeństwa z powodu materialnego położenia rodziny nie zdołał już skończyć szkoły i zarabiał na życie jako muzyk w podrzędnych teatrach, by ostatecznie zaciągnąć się do armii.
Służył w cesarskiej armii Beiyang pod rozkazami Yuan Shikaia. Szybko ściągnął na siebie uwagę przełożonych i piął się po szczeblach wojskowej kariery. W czasie rewolucji Xinhai pozostał wierny monarchii i walczył z republikanami. W latach 1912–1913 był gubernatorem wojskowym prowincji Zhili, a w latach 1913–1917 prowincji Jiangsu. W 1915 roku wystąpił przeciwko Yuan Shikaiowi, gdy ten próbował uzyskać dla siebie tytuł cesarski.
Pełnił funkcję wiceprezydenta w okresie pierwszej prezydentury Li Yuanhonga. Od 17 lipca 1917 do 10 października 1918 sprawował urząd głowy państwa. Był jednym z czołowych działaczy antyjapońskiej kliki Zhili, usiłując osiągnąć porozumienie z rządem Sun Jat-sena w Kantonie i próbując zwalczyć premiera Duan Qiruia. W politycznej walce z Duanem Feng poniósł jednak klęskę i po upływie kadencji prezydenckiej wycofał się z polityki.